# Graham Gristwood
Graham Gristwood (* 3. května 1984) je britský reprezentant v orientačním běhu, jenž v současnosti žije ve švédském hlavním městě Stockholmu. Jeho největším úspěchem je zlatá medaile ze štafet na Mistrovství světa v roce 2008 v Olomouci. V současnosti běhá za švédský klub IFK Lidingö a britský klub Octavian Droobers.

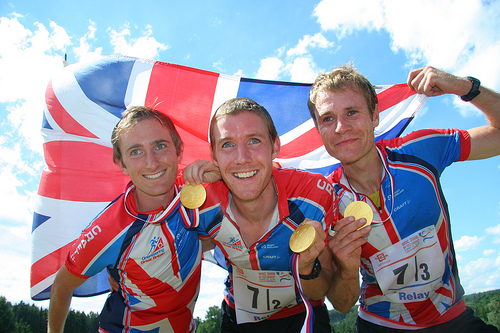
Vítězové štafetového závodu na MS v orientačním běhu v Olomouci roku 2008. (zleva Graham Gristwood, Jon Duncan a Jamie Stevenson